# 피터 드러커
피터 퍼디낸드 드러커(영어: Peter Ferdinand Drucker, 1909년 11월 19일~2005년 11월 11일)는 오스트리아 출신의 미국의 작가이자 경영학자로 스스로는 “사회생태학자(social ecologist)”라고 불렀다.

## 개요
그의 저서들은 학문적으로나 대중적으로 널리 읽혔는데 주로 어떻게 인간이 사업과 정부기관과 비영리단체를 통하여 조직화되는가에 대한 탐구에 관한 내용이었다. 그의 저작들은 20세기 후반의 많은 변화들을 예측하였는데, 이를테면 민영화와 분권화, 일본 경제의 발전, 특히 한국경제의 위상과 미래 그리고 사업에서의 마케팅의 중요성, 정보화 사회의 발현과 평생 교육의 필요성들에 대해 역설하였다. 1959년에 그는 지식 노동자라는 개념을 고안하였는데 만년의 그는 다음 세대 경영에서의 지식 노동의 생산성에 대해 심도 있게 연구하였다.

## 주장
대부분의 경영자들이 기업은 무엇인가에 대한 대답으로 '영리를 추구하는 조직'이라고 하는 반면 피터 드러커는 '영리를 추구한다'는 말이 '기업'에 대해 정의하는 데 적합하지 않으며, 기업의 존재 이유는 '고객'이며 목적은 '시장'이라고 주장했다. 이 주장을 '뉴 포디즘 (New- Fordism)' 이라고 한다.
피터 드러커의 경영관으로 기업의 경영의 중심에 고객을 두고, 근로자를 비용이 아닌 자산으로 인식시키려 했다는 점이 피터 드러커가 현대 경영학에 남긴 가장 큰 업적으로 평가 받고 있다.

## 저서
- 프리드리히 율리우스 슈탈 : 보수주의적 국가이론과 역사발전(원제 : Fredrich Julius Stahl, Konservative Staatslehre und Geschichtliche Entwicklung, 1933년)
- 경제인의 종말(원제 : The End of Economic Man, 1939년)
- 산업인의 미래(원제 : The Future of Industrial Man, 1942년)
- 법인의 개념(원제 : Concept of the Corporation, 1946년)
- New Society(원제 : The New Society : 1950년, Harper & Row 출판)
- 경영의 실제(원제 : The Practice of Management, 1954년)
- America's Next Twenty Years : 1957년 Harper & Row 출판
- The Landmarks of Tomorrow : 1959년 Harper & Row 출판
- 결과를 위한 경영(원제 : Managing for the Results, 1964년)
- 목표를 달성하는 경영자(원제 : The Effective Executive, 1966년)
- 단절의 시대(원제 : The Age of Discontinuity, Guidelines to Our Changing Society, 1969년)
- Technology, Management, and Society : 1970년 Harper & Row 출판
- Men, Ideas and Politics : 1970년 Harper & Row 출판
- 피터 드러커 매니지먼트(원제 : Management: Tasks, Responsibilities, Practices, 1974년)
- 보이지 않는 혁명(원제 : The Unseen Revolution, How Pension Fund Socialism Came To America, 1976년)
- Management Case Book : 1977년 Harper & Row 출판
- 방관자의 시대(원제 : Adventures of a Bystander, 1979년) (자서전)
- Song of the Brush: Japanese Paintings from the Sanso Collection 1979년
- 격변기의 경영(원제 : Managing in Turbulent Times, 1980년)
- 새로운 경제학을 위하여(원제 : Toward the Next Economics and Other Essays, 1981년)
- The Changing World of the Executive 1982년
- 가능한 세상의 마지막(원제 : The Last of All Possible Worlds, 1982년)
- The Temptation to Do Good 1984년
- 혁신과 기업가정신(원제 : Innnovation and Entrepreneurship, 1985년)
- The Discipline of Innovation, Harvard Business Review, 1985년
- 경영의 최전선(원제 : The Frontiers of Management, 1986년)
- 새로운 현실(원제 : The New Realities, 1989년)
- 비영리단체의 경영(원제 : Managing the Non-Profit Organization: Practices and Principles, 1990년)
- 생태학적 비전(원제 : The Ecological Vision, 1992년)
- 미래기업(원제 : Managing for the Future: The 1990s and Beyond, 1992년)
- 자본주의 이후의 사회(원제 : The Post-Capitalist Society, 1993년)
- The Ecological Vision: Reflections on the American Condition 1993년
- 자기경영 노트(원제 : The Effective Executive, 1993)
- 다섯가지 경영원칙(원제 : five most important questions, 1993년)
- The Theory of the Business, Harvard Business Review, September-October 1994년
- 미래의 결단(원제 : Managing in a Time of Great Change, 1995년)
- 드러커 온 아시아(원제 : Drucker on Asia: A Dialogue Between Peter Drucker and Isao Nakauchi, 1996년)
- 자본주의 이후 사회의 지식경영자(원제 : Peter Drucker on the Profession of Management, 1998년)
- 성과측정(원제 : Harvard Business Review on Measuring Corporate Performance, 1998년)
- 21세기 지식경영(원제 : Management Challenges for the 21st century, 1999년)
- Managing Oneself, Harvard Business Review, March-April 1999년
- 프로페셔널의 조건(원제 : The essential Drucker)
- Leading in a Time of Change: What it Will Take to Lead Tomorrow]] (2001년; with Peter Senge)
- The Effective Executive Revised 2002년
- They're Not Employees, They're People, Harvard Business Review, February 2002년
- Next Society(원제 : Managing in the Next Society, 2002년)
- 경영의 지배 (원제 : A Functioning Society 2003년)
- 경영 바이블(원제 :The Daily Drucker: 366 Days of Insight and Motivation for Getting the Right Things Done 2004년)
- What Makes An Effective Executive, Harvard Business Review, June 2004년
- 피터 드러커의 자기경영노트 (원제 : The Effective Executive in Action 2005년)
- 클래식 드러커(원제 : Classic Drucker 2006년)

## 인용문
| “ | 마케팅의 목적은 소비자들의 충족되지 못한 욕구를 발견하고, 그것을 충족시킬 방법을 마련하여 판매를 필수불가결하게 만드는 것 | ” |

지식을 갖춘 자는 이해받기 위해 노력할 책임이 있다. 보통사람들이 전문가를 이해하기 위해 노력해야한다든지 전문가는 전문가일 뿐 그것으로 충분하다고 생각하는 것은 야비한 오만이다. - 미래의 결단

## 같이 보기
- 톰 피터스